# Valle de Valdebezana
Valle de Valdebezana är en kommun i Spanien.   Den ligger i provinsen Provincia de Burgos och regionen Kastilien och Leon, i den norra delen av landet, 280 km norr om huvudstaden Madrid. Antalet invånare är 550. Arean är 156 kvadratkilometer.
Terrängen i Valle de Valdebezana är huvudsakligen kuperad, men den allra närmaste omgivningen är platt.